# Kot (Jedwabno)
Kot (deutsch Omulefofen) ist ein Dorf in der polnischen Woiwodschaft Ermland-Masuren. Es gehört zur Landgemeinde Jedwabno (1938 bis 1945 Gedwangen) im Powiat Szczycieński (Kreis Ortelsburg).

## Geographische Lage
Kot liegt östlich des Omulef-Sees (polnisch Jezioro Omulew) am Omulef-Fluss (polnisch Omulew) in der südwestlichen Mitte der Woiwodschaft Ermland-Masuren. Die frühere Kreisstadt Neidenburg (polnisch Nidzica) liegt 20 Kilometer in südwestlicher Richtung, und die heutige Kreismetropole Szczytno (deutsch Ortelsburg) ist 25 Kilometer in nordöstlicher Richtung entfernt.

## Geschichte
Im Jahre 1623 wurde das nach 1785 Omulef-Ofen genannte Dorf erstmals erwähnt, als Georg Wilhelm ein Gasthaus an Johann Plagga verschrieb. Es wurde später „Babakrug“ genannt. Im Jahre 1742 wurde  Omulefofen als „Teer produzierendes Dorf“ bezeichnet und für 1817 die Einwohnerzahl von 130 genannt.
Im Jahre 1874 wurde die Landgemeinde Omulefofen in den neu errichteten Amtsbezirk Omulef (polnisch Omulew) im ostpreußischen Kreis Neidenburg eingegliedert. Dieser wurde 1896 aufgelöst, und Omulefofen wurde bis 1945 Teil des Amtsbezirks Kaltenborn (polnisch Zimna Woda). Am 1. Dezember 1910 zählte Omulefofen 325 Einwohner.
Ein Großbrand vernichtete 1922 den Südwestteil des Dorfes. Trotz des großen angerichteten Schadens war er aber die Initialzündung für die Gründung einer Freiwilligen Feuerwehr und den Bau eines Spritzenhauses.
Am 30. September 1928 wurde der benachbarte Gutsbezirk Omulefmühle (polnisch Przysowy, heute nicht mehr existent) nach Omulefofen eingemeindet, und am 1. November 1928 folgte der Gutsbezirk Omulef (polnisch Omulew) mit der Ortschaft Czarnau (polnisch Czarna, auch nicht mehr existent). Die Gesamteinwohnerzahl belief sich 1933 auf 422 und 1939 auf 517.
Als 1945 in Kriegsfolge das gesamte südliche Ostpreußen an Polen überstellt wurde, war auch die Landgemeinde Omulefofen davon betroffen. Das Dorf erhielt die polnische Namensform „Kot“ und ist heute Teil der Landgemeinde Jedwabno (1938 bis 1945 Gedwangen) im Powiat Szczycieński (Kreis Ortelsburg), bis 1998 der Woiwodschaft Olsztyn, seither der Woiwodschaft Ermland-Masuren zugehörig. Im Jahre 2011 belief sich die Zahl der Einwohner auf 166.

## Kirche
Omulefofen war bis 1945 in die evangelische Kirche Jedwabno in der Kirchenprovinz Ostpreußen der Kirche der Altpreußischen Union sowie in die römisch-katholische Kirche Jedwabno im Bistum Ermland eingepfarrt. Auch heute gehört Kot kirchlich noch zu Jedwabno, das jetzt allerdings zur Diözese Masuren der Evangelisch-Augsburgischen Kirche in Polen bzw. zum Erzbistum Ermland gehört.

## Glockenstuhl
Obwohl es in Omulefofen keine Kirche gab, stand mitten im Dorf ein zehn Meter hoher Glockenstuhl aus Holz. Er beherbergte zwei 1913 angeschaffte Glocken. Sie läuteten an jedem Sonnabend nach Sonnenuntergang und nach beendeter Feldarbeit den Sonntag ein. Im Falle des Ausbruchs eines Feuers oder bei irgendwelchen anderen Katastrophen, auch bei freudigen Ereignissen war jeder Bürger berechtigt, die Glocken zu läuten. In der Mitte der 1870er Jahre war der Glockenstuhl derart marode, dass er abgerissen werden musste. Heute gibt es einen Nachbau.

## Schule
In Omulefofen gab es ab dem 18. Jahrhundert eine Schule. Für sie wurde 1894 ein neues zweiklassiges Gebäude errichtet. In jüngster Zeit fand man eine alte Glocke auf. Sie stammte aus dem Jahre 1864 und war die Glocke, die einst im Giebel der Schule hing und die Schulkinder zum Unterricht rief.

## Verkehr
Kot liegt östlich der verkehrsreichen Woiwodschaftsstraße 545 und ist über eine Verbindungsstraße zwischen Nowy Las (Neuwald) und Zimna Woda (Kaltenborn) direkt zu erreichen. Eine Landwegverbindung führt von Omulew (Omulef) und auch von Dębowiec (Dembowitz/Eichenau) nach Kot, ebenso ein Weg von der jetzt verwaisten Ortsstelle des Dorfs Małga (Malga). Eine Anbindung an den Bahnverkehr besteht nicht.